# Khaltandekhnya
Khaltandekhnya è un comune dell'Azerbaigian situato nel distretto di Şabran. 